# Andrei Grigorjewitsch Bannikow

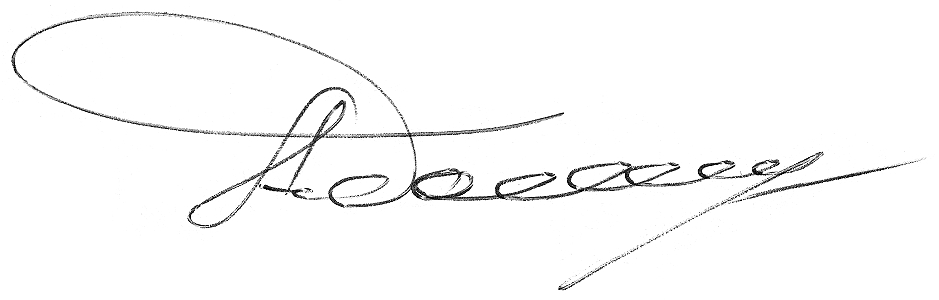
Signatur von Andrei Bannikow

Andrei Grigorjewitsch Bannikow (russisch: Андре́й Григо́рьевич Ба́нников, internationale Transkriptionen: Andreĭ Grigorʹevich Bannikov oder Andrej Grigorʹevič Bannikov; * 24. April 1915 in Moskau; † 17. Oktober 1985 ebenda) war ein sowjetischer Zoologe und Naturschützer. Seine Forschungsschwerpunkte waren die Mammalogie und die Herpetologie. Bannikow leistete einen bedeutenden Beitrag zum Schutz der Saiga, deren Population zu Beginn des 20. Jahrhunderts rapide abgenommen hatte.

## Leben
Bannikow war der Sohn einer Theaterschauspielerin und eines Anwalts. Ab seinem 11. Lebensjahr wurde er Mitglied des КЮБЗа (Кружок юных биологов зоопарка), einem Kreis junger Biologen am Moskauer Zoo, der von Petr Alexandrowitsch Manteuffel geleitet wurde. Von 1935 bis 1939 studierte er an der biologischen Fakultät der Staatlichen Universität Moskau, wo er 1942 zum Master graduiert und 1952 zum Kandidat der Wissenschaften promoviert wurde. 1941 meldete er sich als Freiwilliger zum Dienst an der Front. 1942 wurde er als wertvoller Wissenschaftler demobilisiert. Von August 1942 bis 1947 war er in der Mongolei tätig, wo er beim Aufbau der Nationaluniversität der Mongolei in Ulaanbaatar mitwirkte. 1946 beschrieb er die Mongolische Saiga (Saiga tatarica mongolica) und 1947 die Gobi-Altai-Gebirgswühlmaus (Alticola barakshin). Von 1947 bis 1960 arbeitete er für das Städtische Pädagogische Institut V. P. Potemkin in Moskau. 1954 veröffentlichte die Russische Akademie der Wissenschaften Bannikows Werk über die Säugetiere der mongolischen Volksrepublik, das von der Moskauer Gesellschaft der Naturforscher ausgezeichnet wurde. Im selben Jahr wurde er zum stellvertretenden Direktor des Zoologischen Museums der Staatlichen Universität Moskau ernannt. 1958 erschien sein Artikel Data on the fauna and biology of Amphibia and Reptilia in Mongolia über die Herpetofauna der Mongolei, der als erster wesentlicher Beitrag über die Reptilien und Amphibien der Mongolei gilt.
1960 wurde Bannikow Direktor der Veterinärakademie in Moskau, ein Amt, das er bis zu seinem Tod innehatte.
In den 1950er und 1960er Jahren führte Bannikow Langzeitstudien über Saigas und Wildyaks durch. 1958 absolvierte er ein Projekt in der kasachischen Steppe, bei dem 17.000 Kitze der Saigaantilope markiert wurden. 1964 schätzte er, dass etwa 3.000 bis 8.000 Wildyaks existierten, die weit verstreut waren.
Neben seiner wissenschaftlichen Tätigkeit war Bannikow ein engagierter Naturschützer. 1961 wurde er zum Mitglied der IUCN gewählt. Ab 1963 leitete er die Arbeitsgruppe für Asiatische Wildpferde. 1966 war er sowjetischer Repräsentant auf der 9. Generalversammlung der IUCN in Luzern. 1972 wurde er als erster sowjetischer Wissenschaftler zum Vizepräsidenten der IUCN gewählt. Dieses Amt hatte sechs Jahre inne. Im selben Jahr wurde er mit der Goldmedaille des WWF ausgezeichnet. 1973 erhielt er den Orden der Goldenen Arche. 1975 leitete er die sowjetische Delegation bei der 12. Generalversammlung der IUCN in Kinshasa, Zaire. 1978 wurde er Vizevorsitzender der IUCN Survival Service Commission. Im  selben Jahr veröffentlichte er die erste Rote Liste gefährdeter Arten der Sowjetunion. 1981 wurde er in Anerkennung für seine herausragenden Verdienste um den Naturschutz auf der 15. Generalversammlung der IUCN in Christchurch, Neuseeland, zum Ehrenmitglied gewählt.

## Dedikationsnamen
Nach Bannikow ist die Agamen-Art Phrynocephalus bannikovi benannt.

## Schriften (Auswahl)
- Млекопитающие Монгольской народной республики (The Mammals of the Mongolian People’s Republic), Russische Akademie der Wissenschaften, Moskau, 1954
- Очерки по биологии амфибий (Contributions to the Biology of Amphibians), 1956
- Материалы по фауне и биологии амфибий и рептилий Монголии // Бюлл. МОИП, Отд. биол. 1958. Т. 63. No. 2: 71–91 (Data on the fauna and biology of Amphibia and Reptilia in Mongolia), Bulletin of the Moscow Association of Nature Searchers, Section Biologie  63(2), 1958, S. 71–91.
- Zur Biologie des Kulans Equus hemionus Pallas. Zeitschrift für Säugetierkunde, 1959
- Биология сайгака, 1961 (deutsche Übersetzung: Die Saiga-Antilope, Die Neue Brehm-Bücherei Bd. 320, A. Ziemsen Verlag, Wittenberg-Lutherstadt, 1963)
- V. G. Heptner, A. A. Nasimovic, A. G. Bannikow: Die Säugetiere der Sowjetunion, Bd. 1: Paarhufer und Unpaarhufer. Fischer, Jena, 1966.
- До того как умрет природа, 1968 (russische Übersetzung des Werks Avant que Nature meure (deutsch: Natur in Gefahr) von Jean Dorst)
- Beiträge über den Yak, die Schraubenziege und die Saiga in Grzimeks Tierleben, 1972
- Beitrag Die Saigaantilope für Wildlife ’77 von Nigel Sitwell (Hrsg.), 1977
- Wild camels in Mongolia. Oryx, 1975, S. 13–12
- Красная книга СССР. Редкие и находящиеся под угрозой исчезновения виды животных и растений (Red Data Book of the USSR: rare and endangered species of  animals and plants). Moscow: Lesnaya promyshlennost, 1978.
- Red Data Book of Russian SSR, 1983